# Aliche
Aliche (em ucraniano: Галич, em polaco: Halicz) é uma cidade no Óblast de Ivano-Frankivsk, no oeste da Ucrânia. Na Idade Média, era a sede de um principado com o mesmo nome, que pretendia restabelecer a Rússia de Quieve, aliado à Volínia (vide Galícia-Volínia). A região da Galícia recebeu o seu nome desta cidade.